# جيك بيشوف
جيك بيشوف (بالإنجليزية: Jake Bischoff)‏ هو لاعب هوكي الجليد أمريكي، ولد في 25 يوليو 1994.

## وصلات خارجية
- جيك بيشوف على موقع دوري الهوكي الوطني (الإنجليزية)
- جيك بيشوف على موقع EliteProspects.com (الإنجليزية)
- جيك بيشوف على موقع Eurohockey.com (الإنجليزية)
- جيك بيشوف على موقع HockeyDB.com (الإنجليزية)
- جيك بيشوف على موقع Hockey-Reference.com (الإنجليزية)